# Байдак Юрій Аврамович
Ю́рій Авра́мович Байда́к (нар. 19 лютого 1955, с. Марково, Комсомольський район, Івановська область, Російська РФСР, СРСР) — український воєначальник, командувач Повітряних сил України (2012-2015). Генерал-полковник Збройних Сил України (6 листопада 2013), військовий льотчик 1-го класу.

## Життєпис
Юрій Байдак народився в селі Марково Івановської області РРФСР. У 1976 році закінчив Харківське вище військове авіаційне училище. Офіцерську службу розпочав як льотчик полку винищувальної авіації в Березі (Берестейська область). Згодом обіймав посади начальника штабу ескадрильї та командира ланки. У 1980 році направлений до Польщі для проходження служби у Північній групі військ в авіагарнізоні Хойна, де дослужився до заступника командира ескадрильї.
Після закінчення у 1987 році Військово-повітряної академії імені Ю. О. Гагаріна був направлений до селища Какайди Сурхандар'їнської області як командир 1-ї ескадрильї винищувального авіаційного полку. Військова частина дислокувалася біля кордону з Афганістаном, тож особовий склад полку був задіяний у бойових діях на території цієї країни. Байдак особисто здійснив 98 бойових вильотів. У 1989 році його було призначено заступником командира полку.
За час проходження служби Юрій Байдак освоїв 4 типи літаків, налітав близько 2500 годин.
У 1990 році Юрій Байдак був направлений до Альтенбурга для проходження служби у Західній групі військ. У червні 1992 року призначений на посаду заступника командира Старокостянтинівського винищувального авіаполку, а 16 липня того ж року склав присягу на вірність народу України. Восени 1992 Юрія Байдака було призначено командиром частини. З грудня 1995 — командир Івано-Франківської винищувальної авіаційної дивізії.
Після повітряного параду над Хрещатиком, присвяченого 5-й річниці Незалежності України, де брали участь екіпажі підпорядкованих полковнику Юрію Байдаку полків, йому було присвоєно чергове військове звання генерал-майор.
Після закінчення Національної академії оборони України, у 1999–2002 роках обіймав посаду заступника командувача 5-го авіаційного корпусу, а з 2002 по 2004 рік — командувача того ж підрозділу.
З 2004 по 2006 рік Юрій Байдак очолював повітряне командування «Південь» Повітряних Сил ЗС України. У липні 2006 перебрав на себе функції начальника Центру планування використання повітряного простору України та регулювання повітряного руху Державного підприємства обслуговування повітряного руху України.
8 червня 2012 року призначений на посаду командувача Повітряних Сил Збройних Сил України.
У липні 2015 року звільнений з посади командувача Повітряних Сил ЗС України та з військової служби.
Одружений, має сина та доньку.

## Військові звання
- генерал-майор (26 серпня 1997)[4]
- генерал-лейтенант (24 серпня 2012)[5]
- генерал-полковник (6 листопада 2013)[6]

## Відзнаки та нагороди[джерело?]
- Орден Червоної Зірки
- Медаль «За бездоганну службу» I ступеня (СРСР)
- Медаль «За бездоганну службу» II ступеня (СРСР)
- Медаль «За бездоганну службу» III ступеня (СРСР)
- Медаль «60 років Збройних Сил СРСР»
- Медаль «70 років Збройних Сил СРСР»
- Медаль «10 років Збройним Силам України»
- Медаль «15 років Збройним Силам України»
- Відзнака «Ветеран військової служби»